# Communauté de communes du Pays de la Saône Vosgienne
Die Communauté de communes du Pays de la Saône Vosgienne ist ein ehemaliger französischer Gemeindeverband mit der Rechtsform einer Communauté de communes im Département Vosges in der Region Grand Est. Der Gemeindeverband wurde am 29. Oktober 2004 gegründet und umfasste 19 Gemeinden. Der Verwaltungssitz befand sich im Ort Monthureux-sur-Saône.
Der ursprünglich 18 Gemeinden umfassende Gemeindeverband wurde 2004 gegründet, um die materiellen Ressourcen der sehr kleinen Gemeinden zu bündeln und die wirtschaftliche Entwicklung zu koordinieren. Am 3. Mai 2010 wurde die Gemeinde Lignéville in den Verband aufgenommen.
Mit Wirkung vom 1. Januar 2017 fusionierte der Gemeindeverband mit der Communauté de communes des Marches de Lorraine und der Communauté de communes du Pays de Saône et Madon und bildete so die Nachfolgeorganisation Communauté de communes des Vosges Côté Sud Ouest.

## Ehemalige Mitgliedsgemeinden
1. Ameuvelle
2. Bleurville
3. Châtillon-sur-Saône
4. Claudon
5. Dombrot-le-Sec
6. Fignévelle
7. Gignéville
8. Godoncourt
9. Grignoncourt
10. Les Thons
11. Lignéville
12. Lironcourt
13. Martinvelle
14. Monthureux-sur-Saône
15. Nonville
16. Regnévelle
17. Saint-Julien
18. Tignécourt
19. Viviers-le-Gras